# Johannes Lysenius
Johannes Lysenius, född 1654 i Stora Åby socken, död 19 november 1708 i Stens socken, han var en svensk kyrkoherde i Stens församling.

## Biografi
Johannes Lysenius föddes 1654 på Stubben i Stora Åby socken. Han var son till bonden Arvid Holgersson och Karin Svensdotter. Lysenius blev 6 maj 1676 student vid Uppsala universitet, Uppsala och prästvigdes 16 maj 1683 till komminister i Stora Åby församling, Stora Åby pastorat. Han blev 1703 kyrkoherde i Stens församling, Stens pastorat. Lysenius avled 19 november 1708 i Stens socken då han föll av sin häst och fastnade i stigbygeln.

### Familj
Lysenius gifte sig 1685 med Brita Ambergius (död 1733). Hon var dotter till komministern Magnus Petri Ambergius i Stora Åby socken. De fick tillsammans barnen Sara (1686–1711), Johannes (1692–1696), Jacob (1694–1706), Maria (1696–1696), Daniel (1698–1769), Salomon (1701–1717), Maria Elisabeth (1704–1717) och Johannes (född 1707). Efter Lysenius död gifte Brita Ambergius om sig med bonden Sven Andersson i Hagebyhöga socken.